# Stefan Ludik
Stefan Ludik (5 april 1981) is een Namibische muzikant, televisiepersoonlijkheid en een voormalige cricketspeler uit Windhoek. Hij was de eerste deelnemer die Namibië vertegenwoordigde in Big Brother Africa. Tegenwoordig is hij een populaire zanger en acteur.

## Sportcarrière
Ludik was een rechtshandige slagman en een rechtsarmige werper. Hij speelde voor Namibië under 19 in 2000. Hij speelde alleen voor Namibië bij de under-19.

## Televisie
Ludik deed mee aan de eerste serie van Big Brother Africa, dit betekende de start van zijn carrière. Sindsdien heeft hij in verschillende Afrikaanstalige series gespeeld zoals
Egoli: Place of Gold, Transito en Binnelanders (ook wel bekend onder de naam Binneland).

## Muziek
Ludik zingt zowel in het Afrikaans als in het Engels. Hij heeft opgetreden onder zijn originele naam, gewoon als Ludik en als Elvis Se Seun.

## Persoonlijk leven
Ludiks familie bestaat uit vader Paul (forensisch onderzoeker), moeder Susan (assurantiemakelaar) en jongere broer Hugo, die ook een voormalige cricketer is en nu ook een muzikale carrière heeft.
Stefan Ludik is getrouwd en vader.

## Filmografie
- Big Brother Africa, seizoen 1, 2003
- Haak en Steek, 2003
- Egoli: Place of Gold, als Werner Krantz, 2004'-2007
- Transito, als François Brink, 2008
- Binnelanders/Binneland, als Gustav Kemp, 2012-2014

## Discografie
- Liggroen Doringbome, 2005 (als Stefan Ludik)
- Vuur en Water, 2007
- Burn This Town, 2010 (als Ludik)
- 'Disappear', 2013, Mango & André Frauenstein feat. Ludik
- Boererock, 2014 (als Elvis Se Seun)